# Изотова, Вероника Эдуардовна
Верони́ка Эдуа́рдовна Изотова (род. 28 мая 1960, Москва, СССР) — советская и российская актриса кино.

## Биография

### Ранние годы
Вероника Изотова родилась 28 мая 1960 года в Москве в известной актёрской семье. Отец — Эдуард Изотов — актёр кино, известен ролью Иванушки в фильме Роу «Морозко». Мать — Инга Будкевич — актриса кино и театра, получила известность ролями в фильмах-сказках Роу «Огонь, вода и… медные трубы» и «Варвара-краса, длинная коса», а также комедии Максима Руфа «Ссора в Лукашах».
Вероника Изотова окончила в Москве среднюю спецшколу № 21 (1977) с углублённым изучением английского языка, актёрский факультет Всесоюзного государственного института кинематографии им. С. А. Герасимова (1977—1981, мастерская Сергея Бондарчука и Ирины Скобцевой).

### Карьера
Сниматься в кино начала с детского возраста — первую роль в десятилетнем возрасте сыграла в музыкальном фильме реж. Е. Сташевской «Мальчики» (1971).
Известность получила после исполнения ролей в фильмах «Одиночное плавание» (1985) реж. Михаила Туманишвили (Кэролайн Харрисон), а также «Время и семья Конвей» (1984, Хэзел) и фантасмагорической притче «Семь криков в океане» (1986, Нина) режиссёра Владимира Басова. Сложившееся в этот актёрский период амплуа актрисы — роковые женщины, красивые, несколько холодные и надменные героини, не склонные к откровениям и душевной близости.
Свою первую характерную роль, по собственному признанию, актриса получила в фильме реж. Всеволода Шиловского «Блуждающие звёзды» (1991), создав многогранный образ любящей, страдающей и одновременно злой и завистливой красавицы (Генриетта Швалб). Сыграла характерные роли в фильмах того же Всеволода Шиловского «Линия смерти» (1991), «Кодекс бесчестия» (1993), «Приговор» (1995).
В многосерийном телефильме «Конь белый» (1993) режиссёра Гелия Рябова Вероника сыграла две разноплановые роли, создав образы холёной аристократки, которой довелось испытать на себе все ужасы Гражданской войны (возлюбленная адмирала Колчака), и её дочери.
Распространённое мнение, что после 1993 года и до 2005 года, в период экономического кризиса середины 1990-х актриса практически не снималась, является ошибочным. В этот период Вероника Изотова сыграла роли в нескольких многосерийных и остросюжетных фильмах и в России и в США — «На углу, у Патриарших» (1995) реж. Вадима Дербенёва, «Чёрное море 213 / Black Sea 213» (1998) американского реж. Рафаэля Айзенмана, снятого по роману Залмана Кинга, телесериале «Оперативный псевдоним» режиссёра Игоря Талпы и в детективном боевике «Теневой партнёр» (Silent Partner) (2005) режиссёра Джеймса Дека.

### Личная жизнь
Первый муж — Александр Панкратов-Чёрный, советский и российский актёр.
Второй муж (в браке с 1982 года) — Валентин Бубенцов.
Дочь — Дина Бубенцова (1984).

## Фильмография
- 1971 — Мальчики — Майка Вяземская
- 1975 — Потрясающий Берендеев — Катя Тугаринова
- 1977 — Смятение чувств — Вельяминова
- 1977 — Ливень (короткометражный) — Женя
- 1979 — Время выбрало нас — партизанка Таня
- 1979 — С любовью пополам (советско-болгарский) — Наташа
- 1979 — Добряки — сотрудница в отделе института
- 1980 — Серебряные озёра — Лена
- 1980 — Мужество — Дина Ярцева
- 1980 — Путь к медалям — доктор команды
- 1982 — Человек, который закрыл город — знакомая девушка радистов
- 1982 — Путешествие будет приятным — Оля
- 1982 — Похождения графа Невзорова — девушка-«приманка» в клубе
- 1983 — Две главы из семейной хроники — звукорежиссёр
- 1981—1983 — Молодость, Киноальманах № 5 «Полоса везения» Новелла
- 1983 — Тайна «Чёрных дроздов» — мисс Гровнер
- 1984 — Время и семья Конвей — Хэзел в молодости
- 1984 — Блистающий мир — Бэтси
- 1984 — Шанс — Елена Сергеевна в молодости
- 1985 — На другом берегу — свобода / Na druhom brehu svoboda — партизанка Дуняша
- 1985 — Самая обаятельная и привлекательная — попутчица в поезде
- 1985 — Одиночное плавание — Кэролайн Харрисон
- 1986 — Прекрасная Елена — Елена, жена спартанского царя
- 1986 — Семь криков в океане — Нина
- 1986 — Выкуп — Дженни
- 1986 — Верую в любовь — Ирина
- 1986 — Михайло Ломоносов — графиня Екатерина Ивановна Нарышкина-Разумовская
- 1986 — Кин-дза-дза! — рабыня
- 1987 — Пять писем прощания — Валентина Вермишева
- 1987 — Где находится Нофелет? — прохожая в розовых брюках
- 1987 — Л. С. — Любовь Сергеевна
- 1987 — Паром — Александрина
- 1987 — Репетитор — Карина
- 1989 — Светлая личность — Каина Доброгласова, секретарша директора
- 1989 — И повторится всё… — Таня
- 1990 — Убийца поневоле — Елена
- 1990 — Аферисты — Лена
- 1990 — Паспорт — стюардесса в самолёте
- 1991 — Блуждающие звёзды — Генриетта Швалб
- 1991 — Линия смерти — Эля
- 1992 — Сыщик Петербургской полиции — Стрекалова
- 1993 — Кодекс бесчестия — Ольга
- 1993 — Конь белый — возлюбленная Колчака Анна Тимирёва, Анфиса
- 1993 — Приговор — Джейн Талбот
- 1995 — На углу, у Патриарших — Лариса Выходцева
- 1998 — Чёрное море 213 / Black Sea 213 — Мадам
- 2003 — Оперативный псевдоним — мать Сергея
- 2005 — Теневой партнёр / Silent Partner (США/Россия) — Гарина
- 2006 — Кадетство — Ольга Александровна, мама суворовца Синицина
- 2006 — Слабости сильной женщины — Ника
- 2009 — Одна семья — Амалия, мать Ники